# Kojná

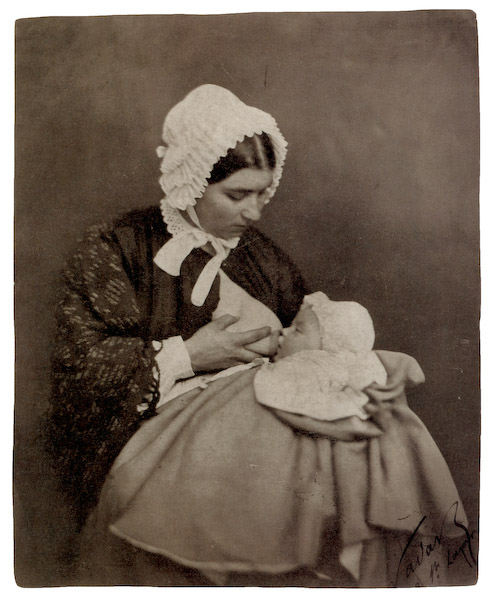
Kojná při kojení (1856)

| Aby pak kojná zůstala způsobilou к dálšímu živení svěřence svého, nesmíme ji vytrhnouti z obvyklého živobytí jejího, pokud se týká jídla, pití a pohybování, a proto jí můžeme dávati obyčejnou stravu, jaká vůbec v domácnostech panuje. Poněvadž ale kojná potřebuje mnoho jídla, nesmí se na ní šetřiti ; rozumí se zajisté samo sebou, že tím lépe bude prospívati kojenec, čím více a pravidelněji budeme živiti kojnou jeho, a každá rodina, která by chtěla snad šetřiti, nechť jen pováží, že všecko to vlastně dává se děcku, co se popřává nebohé této ženštině, kteráž jen к vůli cizému děcku vlastně je jaksi na krmníku. Na druhé straně nesmí se opět mysliti, že se má kojná pokrmy příliš hojnými a mastnými přecpávati, poněvadž by i tato nepravá míra jí a děcku byla škodlivá. Nejobyčejnější pořádek je asi tento: Ke snídaní žejdlík kávy, dvě housky; dopoledne talíř polévky, sklenice dobrého lehkého piva; v poledne obyčejný oběd, sklenice piva; odpoledne žejdlík kávy, dvě housky; večer polévka, sklenice piva. Tento jídelní lístek, jenž opět okazuje, jak mnoho peněz kojná stojí, platí ovšem též pro ty matky, které samy kojí; rozumí se ale samo sebou, že pokrmy tyto nesmí obsahovati nic těžce záživného, aby ani matka, ani dítě netrpěly nadýmáním; chleba, kyselého zelí a pod. věcí bude se kojná varovati. |
| |

Kojná je žena, která kojí svým mateřským mlékem cizí novorozeně. Toto povolání bylo celosvětově rozšířené a ve společnosti byly kojné žádané z mnoha důvodů: ať už matka jim svěřeného dítěte nechtěla kojit, nebo nemohla kojit ze zdravotních důvodů, či zemřela při porodu. Kojné svou práci vykonávaly běžně za úplatu, byly vázány smlouvami se svými zaměstnavateli a jejich profese i ošetřena zákony. Najímány byly po většinu historie zejména urozenými nebo obecně bohatými rodinami.
Toto povolání zažívalo v Evropě rozkvět hlavně v 16. a 17. století. V Evropě i USA pak téměř zcela vymizelo během 1. poloviny 20. století. Od 20. století se tato praxe realizuje formou bank mateřského mléka, ve 21. století i sdílením odstříkaného mléka zprostředkovaným často přes internet.

## Charakteristika profese
Požadavky na kojnou byly napříč kulturami i časem poměrně univerzální. Kojná se měla vhodně a dostatečně stravovat, udržovat se fyzicky fit ale zároveň se vyhýbat těžké a unavující práci a stresu, být zdravá a kromě kojení měla pak na starost i další péči o svěřené dítě. To zahrnovalo například i to, že v případě nemoci dítěte byly léky podávány orálně přímo kojné nebo aplikovány na její prsa. Popis ideální kojné se nicméně měnil jak během historie tak i různil u více autorů z určitého období. To zahrnovalo jak různé názory na věk, etnický původ, fyzický vzhled a konstituci, počet předchozích porodů nebo pohlaví narozených dětí kojné.
S kojnými jejich zaměstnavatelé typicky uzavíraly písemné smlouvy. Kojná se běžně zavazovala k tomu, že nebude mít sexuálního partnera a neotěhotní, neboť se věřilo, že by to negativně ovlivnilo kvalitu mléka. Kvalita mléka kojné měla být podle lékařských textů také pravidelně kontrolována. Návody jak vyhodnotit kvalitu mléka uváděl už Soranos z Efesu v 1. století po Kristu. Byť není ze smluv zřejmé, že se tak nutně i dělo, smlouvy kojné minimálně zavazovaly k tomu, že mléko neznehodnotí. Za porušení požadavků pak kromě zrušení smlouvy přicházely i tresty. V antice i ve středověku musely kojné například zaplatit pokutu. U vdaných žen se pak dohoda o práci kojné uzavírala typicky mezi jejich manželem a mužem hledajícím kojnou pro své dítě. Záznamy ze 17. století z Marylandu pak poukazují na to, že kojné byly o službu formálně žádány a byl nutný jejich souhlas, nicméně výdělek kojné náležel jejímu manželovi.
Dlouho se věřilo, že spolu s mlékem mohou na dítě přecházet i charakterové vlastnosti kojné nebo vlastnosti alegoricky odvozované z jejího vzhledu. Charakterové vlastnosti se daly podle historických textů odvozovat například i ze vzhledu mléka. Kojné byly tak podle své morálky i charakteru pečlivě vybírány. To nicméně naráželo na realitu různého původu kojných, mezi kterými byly kromě vdov i ženy nesezdané nebo z chudších vrstev ochotné vzdát se vlastního dítěte na úkor cizího. Přesvědčení o přenosu vlastností mlékem se vytratilo až se začátkem 20. století.
Délka zaměstnání byla závislá na typu poskytované péče. Kojné mohly být zaměstnané po dobu několika měsíců ale i let. Setkat se lze i s případy, kdy povolání kojné volně přecházelo v povolání chůvy. Kojenci se buď stali součástí domácnosti kojné, nebo se naopak kojná nastěhovala k rodině. Taková blízkost byla nutná, neboť péče o kojence je velmi časově náročná. Z důvodu lehčí stravitelnosti se dítě na mateřském mléku kojí o něco častěji než na umělé výživě - běžně i každé dvě hodiny ve dne i v noci, někdy i v mnohem kratších intervalech (tzv. cluster feeding). Kojné tak s dětmi i spaly na jednom lůžku a byly celkově ve velmi intenzivním kontaktu. Ten mohl vyústit i ve velmi úzký vztah nebo silnou citovou vazbu dítěte na kojnou. V některých kulturách je vztah kojné a nebiologického dítěte díky aktu sdílení mléka označován za specifický typ příbuzenství.

### Důvody pro najmutí kojné
Důvody pro najmutí kojné je možné rozdělit na dobrovolné zřeknutí se kojení nebo nutnost, pokud matka kojit nemohla. 

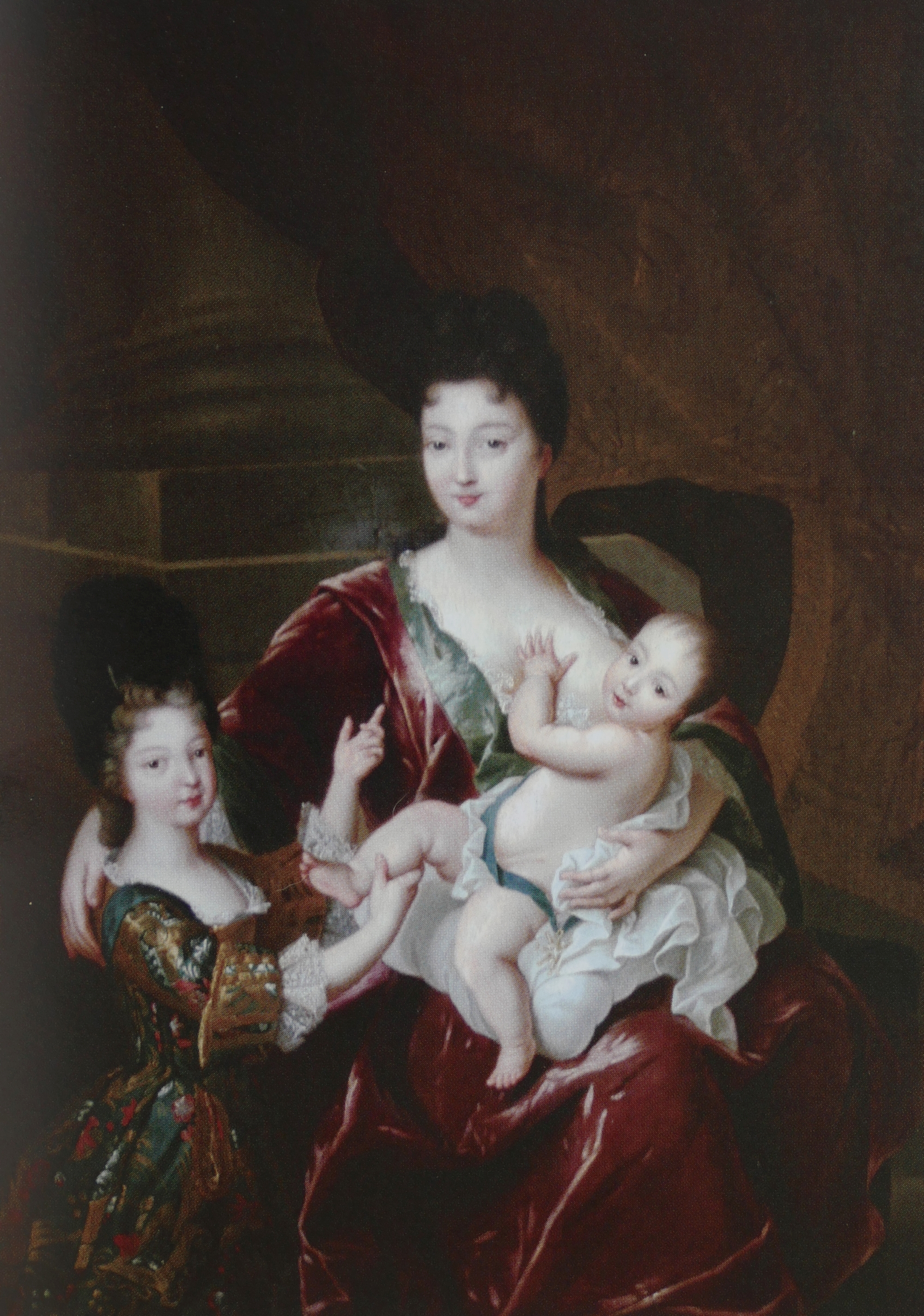
Kojná Marie-Madeleine Mercier s Louisem a jeho bratrem budoucím králem Ludvíkem XV. (ca 1711)

Odmítnutí kojení vlastního dítěte bylo mnoha autory, především středověkými duchovními, hodnoceno velmi negativně. Matky, které si najímaly kojné, aby se kojení cíleně vyhnuly, byly označovány za proviněné, zhýralé i kriminálnice. Důvodů pro zřeknutí se kojení mohla mít rodina vícero. Zaplacení kojné umožnilo rychleji počít další dítě, neboť se tím žena vyhnula odloženému nástupu menstruace z důvodu laktace. To bylo motivací především mezi šlechtou, která usilovala o potomky vhodné k nástupnictví. V některých případech tím také docházelo k častějšímu odkládání dcer do péče kojných ve snaze získat mužského potomka. Další motivací pro cílené nezapočetí kojení byl také rychlejší návrat do společenského života, restrikce z hlediska cestování a oblékání, strach z negativního dopadu na fyzický vzhled nebo celková časová a fyzická náročnost kojení, které se ženy ve vyšší společnosti chtěly vyhnout.
Časté pak bylo, že biologická matka nemohla kojit z vážných zdravotních důvodů, nebo po porodu zemřela (podle jedné studie ze 17. století ze současných USA byla úmrtnost vdaných žen po porodu mezi 3-10%, demografických dat z této doby je ale málo na posouzení trendů mateřské mortality). Dalším důvodem, proč rodiny cíleně najímaly kojné, bylo pokrytí období od porodu do doby, než se žena plně rozkojila, což trvalo jen několik dní.
V některých případech také rozhodnutí kojit nezáviselo na matce samotné ale na finanční situaci rodiny, která nutila ženu vrátit se urychleně do práce. To vedlo i k tomu, že se některé chudé ženy raději nechaly zaměstnat jako kojné a opustily tím vlastní dítě.

### Status a původ kojných
Společenský status kojných byl závislý na více faktorech a v různých kulturách i čase se tak výrazně měnil. Kojné byly jak vysoce považované, tak brané jako nutnost v nouzi, nebo byly přímo otrokyněmi.
Profesionální kojné byly dobře placené a požívaly respektu veřejnosti. V mnoha rodech vládnoucí šlechty v různých světových regionech se kojnými se stávaly nejen ženy z chudších vrstev ale i ženy z nižší šlechty nebo manželky význačných úředníků. Ty pak ze vztahu s potomky z vyšší šlechty mohly také významně benefitovat. Záznamy o takovém typu kojných pocházejí jak z Egypta v době řecko-římské, z Číny z doby před čínským císařstvím tak i z oblasti současné Indie z období mughalské říše.
Často se ale kojnými stávaly nesezdané matky z chudších poměrů, které byly společností stigmatizované. Vzhledem k tomu, že byly kojné dobře placené, případně i ubytované a přímo živené danou rodinou, šlo mezi chudšími ženami o lukrativní povolání. Zaměstnavatelé ale typicky odmítali, aby si kojná do jejich domácnosti přivedla dítě vlastní. To vedlo k tomu, že musela vlastní dítě zcela odvrhnout, nebo dát někomu na starost, což vedlo k vysoké úmrtnosti dětí kojných. Paradoxně tak porod dítěte, který jim vůbec umožnil započetí laktace a starosti o dítě cizí, zahubil jejich vlastní.

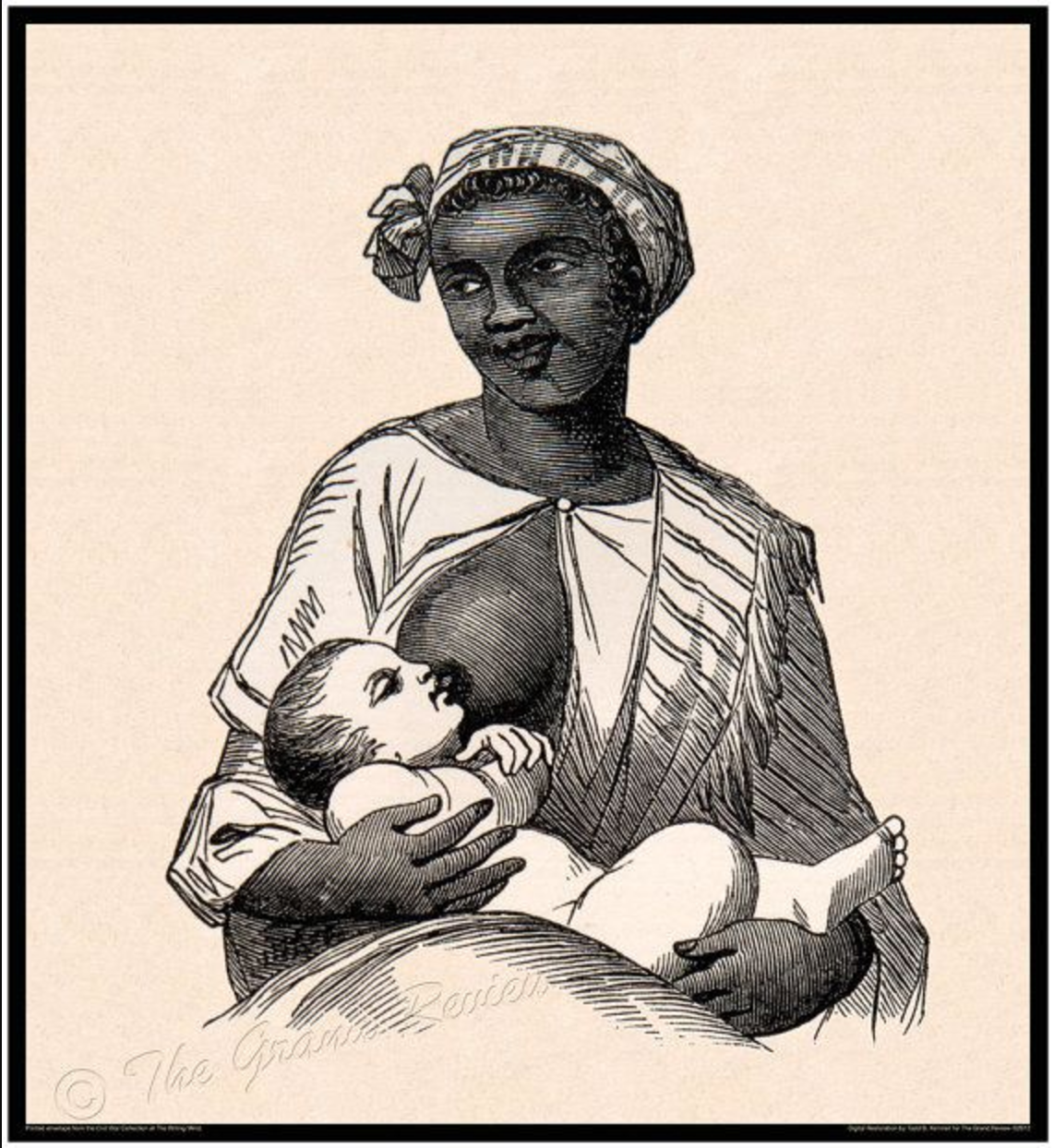
Černošská otrokyně kojící svěřené dítě (1861)

Nejsnadnější bylo rekrutovat kojné mezi služebnictvem a otroky. Tato praxe byla opět běžná napříč kulturami i časem, ať už ve starověkém Řecku, čínském císařství nebo v novověkých Spojených státech. V USA se jako kojné využívaly černošské otrokyně - děti bílých otrokářů tak paradoxně vyrůstaly na mléku černých otrokyň. Děti těchto otrokyň pak byly opět nuceně odloženy na starost někomu jinému. Buď byly kojeny jinou otrokyní nebo zvířecím mlékem v lahvi či různými kašemi, což významně ohrožovalo jejich přežití kvůli výrazně zvýšenému riziku nákazy patogeny.
Na základě původu kojných autoři v historických spisech často zmiňovali různě oprávněné obavy i předsudky ohledně nich, jako například jejich možnou neřestnost, užívání alkoholu, špatný charakter, možný přenos nemocí i to, že kvůli výhodné práci a vlastnímu zabezpečení některé opustily vlastní děti. Rodiny tak byly nabádány k pečlivému výběru kojných. Kojné byly nazývány i "nutným zlem" v případě, že šlo ze strany biologické matky o nedobrovolné řešení (nemohla kojit ze zdravotních důvodů apod.).
Na druhou stranu si veřejnost i lékaři uvědomovali potřebnost tohoto povolání, neboť na něm v některých případech závisel život dítěte. Dle pozorování z praxe bylo zřejmé, že je zaměstnání kojné bezpečnější způsob výživy dítěte než příkrmy na bázi obilných kaší nebo zvířecího mléka, u kterých byla zásadně vyšší úmrtnost z důvodu bakteriálních infekcí nebo podvýživy.

## Historie
Historie profese kojných spadá již do období starověku, je tak možné považovat práci kojných za jedno z nejstarších zaměstnání žen vůbec. Zmínky o kojných najdeme už v Bibli, Chammurapiho zákoníku, egyptských papyrech (i nástěnných malbách a reliéfech v hrobkách panovníků) ale i v Koránu.

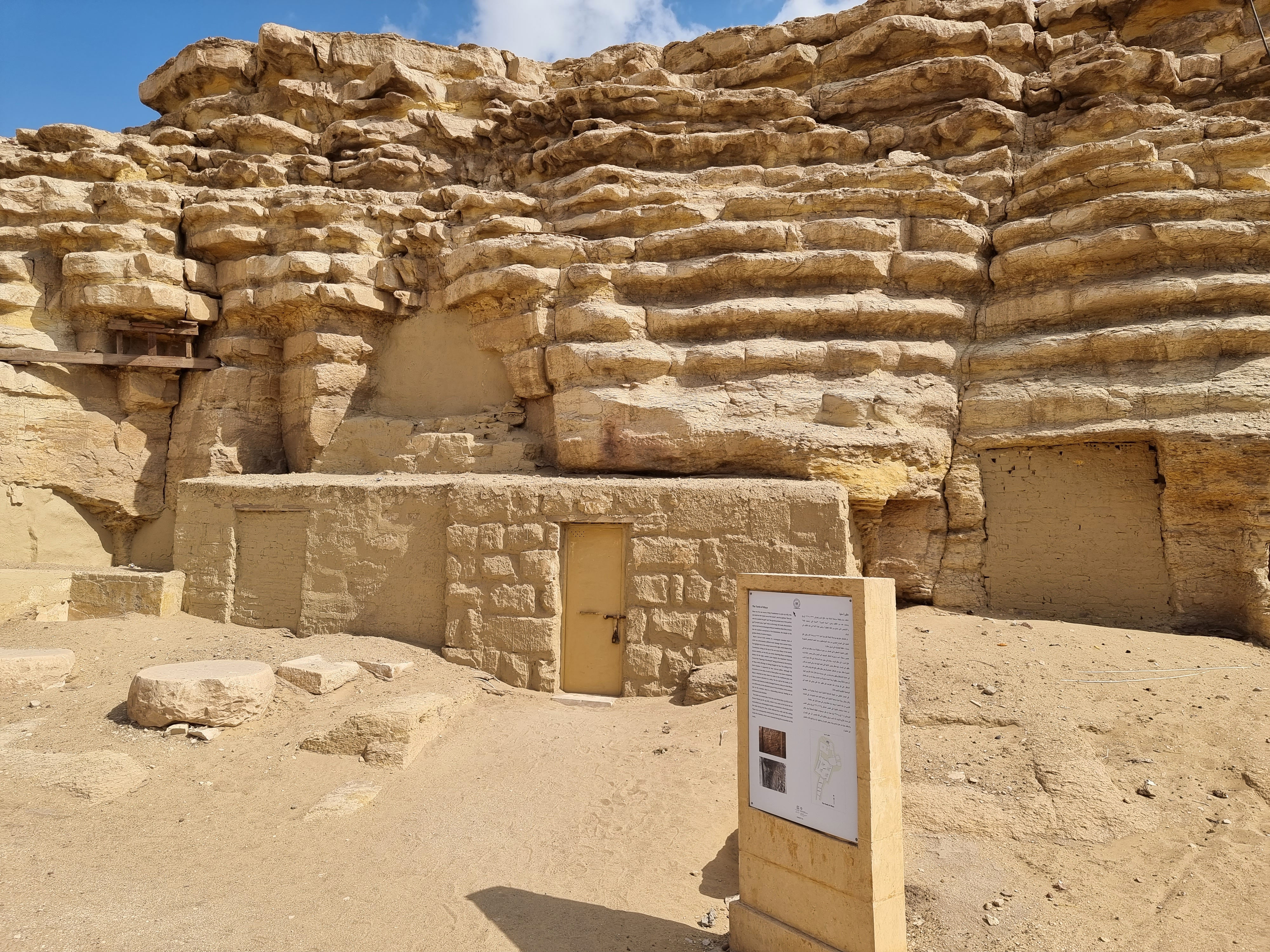
Hrobka Tutanchamonovy kojné Maiy v Sakkáře

Ve starověkém Římě a Řecku se smlouva s kojnou uzavírala v délce od 6 měsíců až po 3 roky, obvykle na zhruba 2 roky. Kojné byly žádané hlavně mezi bohatými rodinami. Ve starověkém Řecku měly i poměrně vysoké postavení, kdy jim bylo do určité míry podřízené služebnictvo.
Ve starověkém Egyptě byly děti kojeny běžně 3 roky a vzhledem k vysoké úmrtnosti žen při porodu byly kojné velmi žádané. Zatímco chudé vrstvy obyvatel své děti běžně kojily a kojné vyhledávaly jen v případě úmrtí matky, vládnoucí a vyšší třídy své děti nekojily a kojné tak zaměstnávaly zcela běžně. Pečlivě je také vybíraly, vysoce si jich cenily a budovaly jim i vlastní hrobky. Hlavně v ptolemaiovském Egyptě byly panovníci vyobrazováni s kojnými božského původu, v ikonografii byly takto zobrazovány bohyně Hathor a Eset.

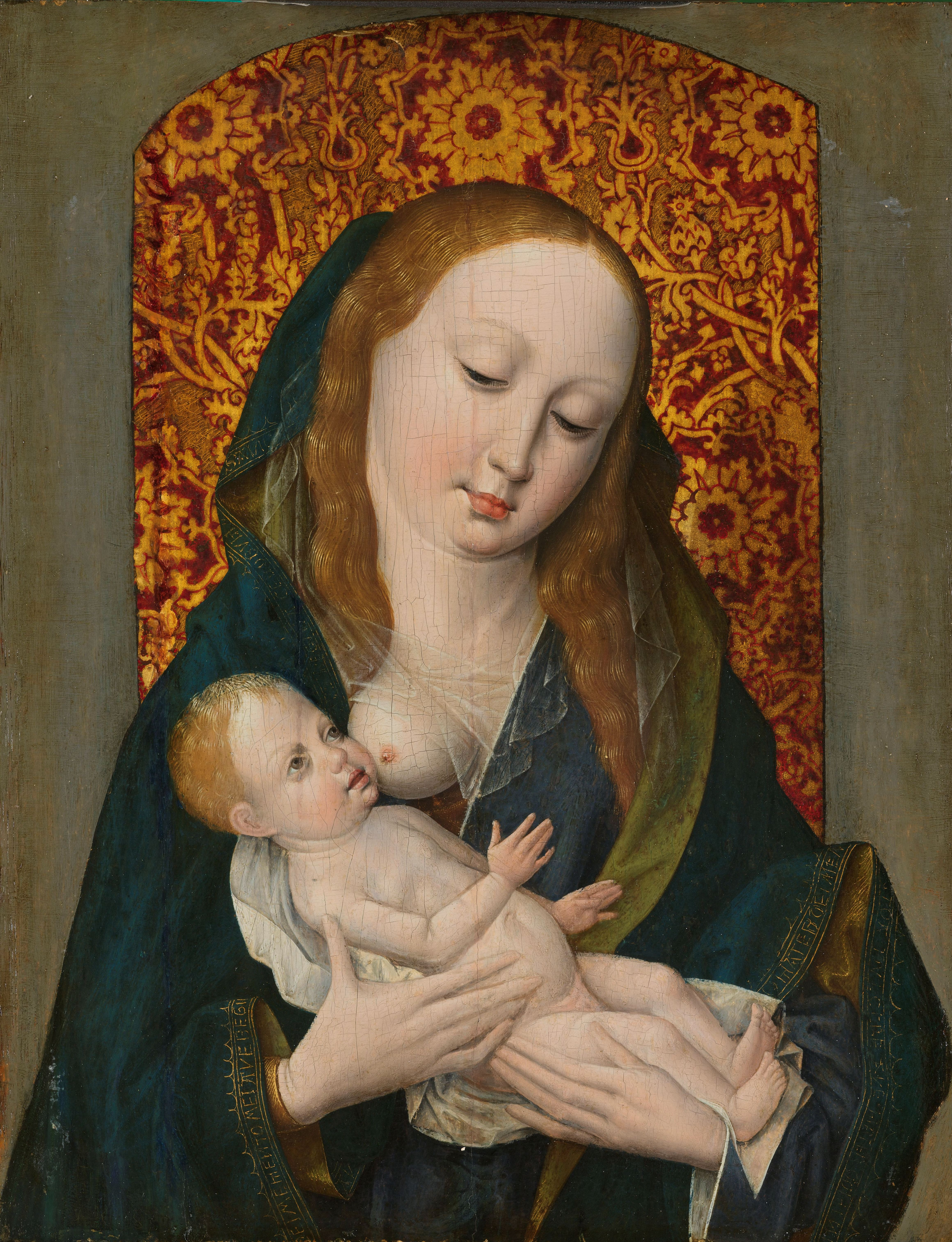
Panna Marie kojící Ježíše (tzv. Madonna lactans), 15. století

Ve středověku se kojení vlastních dětí stávalo náboženskou povinností a projevem křesťanské lásky (s odkazem na Pannu Marii kojící Ježíše). Na matky dobrovolně nekojící bylo tak pohlíženo velmi negativně. Povolání ale začalo nabývat na důležitosti v 15. a 16. století, kdy si kojné najímala šlechta. Kvůli finanční náročnosti si vydržování takové služebné mohli dovolit jen bohatí, neboť bylo třeba poskytnout dané ženě jídlo, šacení i střechu nad hlavou. Přesto byly kojné v té době často i bývalými nebo současnými otrokyněmi.
V novověku se najímání kojných začalo šířit i mimo šlechtu mezi vznikající měšťanské vrstvy nebo obecně zámožnější skupiny obyvatel. V 18. století si bohaté rodiny v Německu i Francii stále běžně najímaly kojné, ale již v půlce 18. století se od tohoto trendu začala odklánět anglická buržoazie. Tato praxe ale setrvávala i v dalších zemích Evropy. Z této doby můžeme najít i četné inzeráty kojících žen v novinách. V madridském Diario se takto ženy snažily najít zaměstnavatele a deník se zároveň pasoval do role zprostředkovatele, který měl zaručovat žádoucí kvalitu budoucích zaměstnankyň.
Ve Francii byla praxe kojných velmi rozšířená a dochovalo se o ní množství literatury. V 18. století byla podle dobových záznamů dokonce naprostá většina pařížských dětí kojena kojnými a nikoli vlastní matkou. (K nebývalé běžnosti této praxe se na základě svého pobytu ve Francii v roce 1863 negativně vyjádřil i český spisovatel Jan Neruda.) Děti byly typicky umísťovány přímo do domácnosti kojné na venkov za městem, kde strávily až několik let. Uběhly typicky 1 až 2 roky, než se vrátily do své rodiny. Vysoká úmrtnost kojenců v té době mohla být i jednou z příčin, proč se vůbec rodiny uchylovaly k jejich odkládání přímo do rodiny kojné - tedy aby si nevytvořily silnou citovou vazbu k dítěti, pokud by své první roky života nepřežilo. Naopak šlechtici si brali kojné pod svou střechu a měli tak možnost být se svými dětmi v kontaktu. Kojnými se stávaly hlavně vdané ženy nebo vdovy, ale v případě šlechty, která kojné stěhovala k sobě, bylo žádoucí, aby žena sezdaná nebyla, což umožnilo její relokaci.

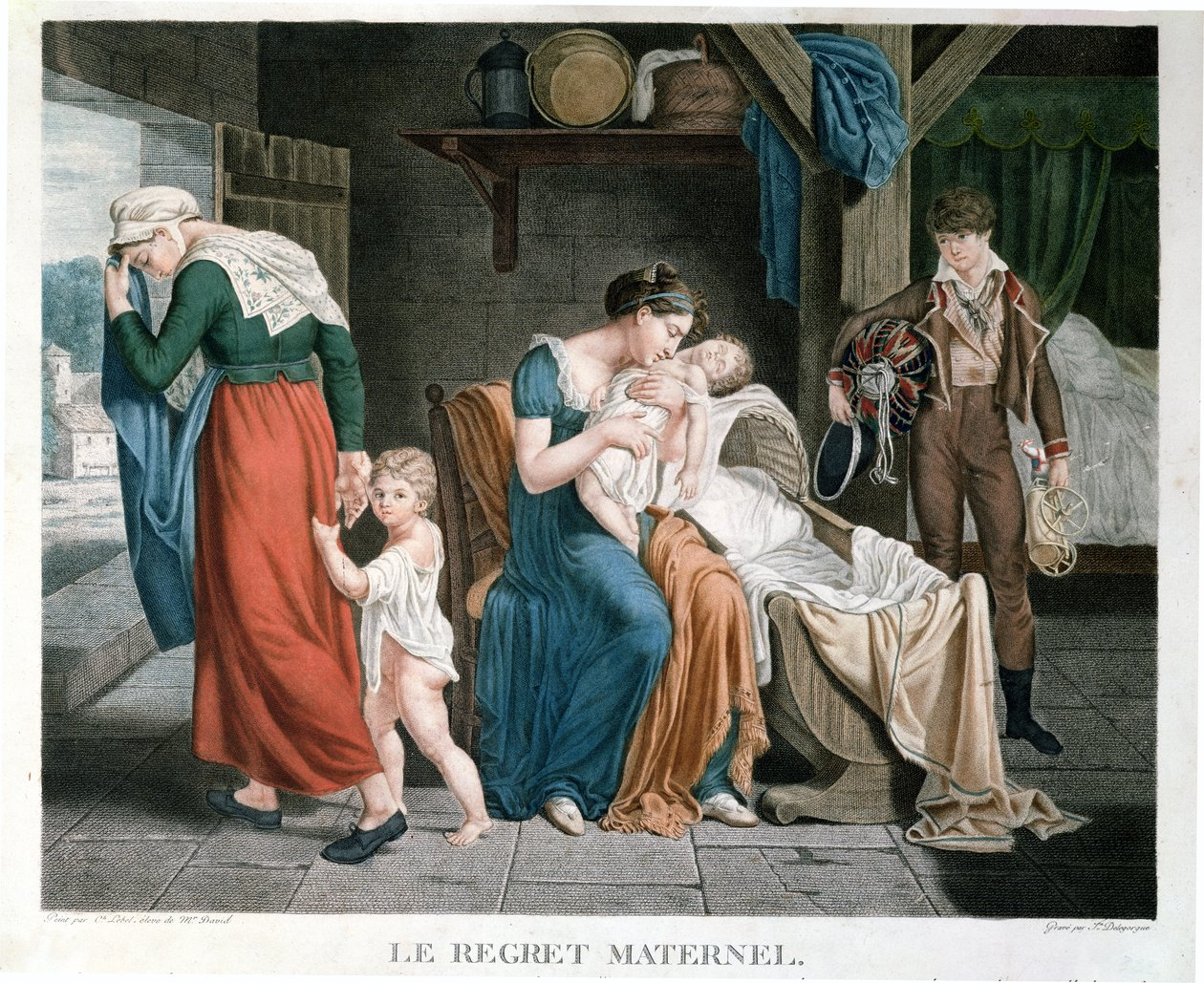
Dítě zemřelé v péči kojné (tisk rytiny podle malby Charlese-Jacquese Lebela, 1806)

Výhoda zaměstnání kojné jako dobrého způsobu finančního i materiálního zajištění byla ale stírána mnoha problémy, které povolání přinášelo. V 18. století se ve Francii rozmohly epidemie syfilidy a vrozená syfilis se přenášela z nemocných kojenců i na jejich kojné. Ty navíc byly v některých případech vystavovány léčivům na bázi rtuti, neboť se věřilo, že se léčivo přenese do mléka a dítě uzdraví. Kojné tak mohly skončit s výraznou újmou na zdraví a jsou zaznamenány i případy soudních řízení, kdy se kojné domáhaly finanční náhrady za své poškozené zdraví a výlohy s tím spojené.
V 19. století se činnost kojných začínala postupně institucionalizovat. Zájemci o kojné se mohli hlásit porodnicím, kde na ženy dohlížel zdravotnický personál. Aby rodiny ušetřily za lékařský dohled nad kojnou, nechaly si je za drobný poplatek dohazovat porodními bábami, které si vhodné adeptky vytipovaly v rámci svého zaměstnání. Kojné byly také zaměstnávány v nalezincích, kde se staraly o osiřelé a opuštěné děti. Úmrtnost těchto dětí byla ale i tak v důsledku nedostatečné péče velmi vysoká. Vznikaly také agentury, které obstarávaly nájemné kojné a zajišťovaly do nějaké míry záznamy o jejich zaměstnání, porodech, ale i lékařský dohled nad nimi. Takové kojné dle dobových záznamů z USA a Francie byly ale v důsledku povolání nuceny vzdát se pod tlakem zaměstnavatele péče o své děti, což vedlo k vysoké úmrtnosti jejich dětí.

Malba zobrazující loučení dítěte s kojnou (Étienne Aubry, 1776-1777)

Přesto, že odborníci a instituce intenzivně brojili proti rozšířené praxi najímání kojných během 18. a 19. století, zájem o ně byl značný. Ve Francii bylo odkládání dětí ke kojným asi nejběžnější v celé Evropě. To také vedlo k regulaci povolání zákonem z roku 1874 (tzv. Rousselův zákon), který jednak zakázal, aby se žena stala kojnou, pokud měla dítě mladší sedmi měsíců, které nebylo zaopatřené jinou bezdětnou kojnou, a zároveň ustanovil povinnou registraci dětí, které byly svěřeny kojným do péče. Významným bylo především přenesení práva na mléko z matky na její dítě, tedy že matka neměla právo mléko prodávat, pokud bylo stále potřeba pro její vlastní dítě. Nicméně zákon nebyl dostatečně vymáhán a vůbec tak neměl kýžený efekt. Zásadní změnu přinesly až nové zákony a systém sociální podpory v 20. století umožňující ženám po porodu setrvat na mateřské dovolené a tím i kojit své dítě bez ohrožení vlastního živobytí.
Na přelomu 19. a 20. století se postupně vracelo do módy kojení dětí jejich matkami i díky tomu, že úmrtnost takto živených dětí byla dlouhodobě nižší. S tím pak upadalo povolání soukromých kojných. Rostlo také množství dětí krmených mlékem zvířecím, které se stávalo dostupnější a bezpečnější. Krmení dětí místo mateřského mlékem zvířecím (typicky kravským) bylo až do 20. století stále značně nebezpečné kvůli jeho masové kontaminaci. Jen bakterií a virů se v mléce mohlo vyskytovat na stovky druhů s různou lokální distribucí, nejčastěji se ale děti z neupraveného mléka nakazily průjmy a tuberkulózou.
Díky vynálezu a rozšíření nezávadného umělého mléka (formule) povolání kojné během 1. poloviny 20. století téměř vymizelo. Umělé mléko se stalo levnější než platit kojnou a také pohodlnější variantou. Kojné tak byly k dětem povolávány až ve chvíli, kdy toto řešení selhalo a dítě stále neprospívalo.
Hlavně v meziválečné době pak zažilo povolání krátkodobý vzestup, kojné byly ale již téměř výhradně zaměstnávány zdravotními institucemi, respektive na přelomu století v Evropě a USA nově vznikajícími dětskými nemocnicemi a bankami mléka. Nedělo se tak ale všude, neboť díky pracím Roberta Kocha a Louise Pasteura se začalo ve zdravotnických zařízeních ke krmení dětí používat i upravené kravské mléko.

### Historie kojných v českých zemích
Problematikou kojných a životem žen a dětí v 18. a 19. století se široce zabývala česká historička Milena Lednerová. 
Ačkoli kojné v českých zemích působily, nebylo jejich využívání tak rozšířené jako v západní Evropě. V 18. století si kojné v českých zemích najímaly typicky šlechtičny, v menším rozsahu pak bohatší vrstvy měšťanů, zatímco na venkově se to v zásadě nedělo. V 19. století využívala kojné i střední vrstva obyvatel jako obchodníci, řemeslníci i dělníci, aby se žena mohla co nejrychleji vrátit k výdělečné činnosti (a to už v řádu několika týdnů po porodu). Bohatší rodiny si mohly dovolit i to, aby kojná žila přímo s rodinou a dítě tak nebylo oddělené od rodičů. Kojné byly najímány i pro děti, kterých se matky v porodnicích zřekly. Za dítě pak zodpovídal místní farář a ve věku 6 let se dítě vrátilo od své kojné pěstounky do nalezince, případně si ho v některých případech i kojné ponechaly.
Ani v českém prostředí se tato praxe nevyhnula kritice. Proti odmítání kojení a najímání kojných se vymezil i Jan Amos Komenský ve svém díle Obecná porada o nápravě věcí lidských. V 19. století proti kojným brojili autority a instituce, které se problematikou mateřství a dětí nějak zabývaly. Stále přetrvával koncensus, že kojení je mateřská povinnost a projev lásky k dítěti.
Atraktivita povolání kojných upadla i v českých zemích s objevem zdravotně nezávadné umělé výživy a následně v období první světové války. Válečné období sebou přineslo nedostatek potravin a kojení vlastních dětí se tak stalo normou u všech společenských vrstev.
V roce 1924 pak vyšel na současném českém území v platnost zákon, že žena s dítětem mladším než 4 měsíce nesmí být přijata za kojnou, resp. kojit cizí dítě na úkor svého. Od roku 1987 je v ČR zakázáno kojit dítě cizím neošetřeným mlékem kvůli riziku přenosu HIV. Proto se v bankách mateřského mléka provádí specifická forma pasterizace, která zajišťuje plnou darovaného mléka bezpečnost.

## Moderní formy sdílení mateřského mléka
Ačkoli zaměstnání kojné téměř vymizelo, sdílení mateřského mléka je v některých kulturách i ve 21. století rozšířenou praxí. Institucionalizovanou formou této činnosti jsou pak banky mateřského mléka.   

### Banky mateřského mléka
Institucializovaná forma sdílení mateřského mléka se začala objevovat ve 20. století, hlavně ve 20. a 30. letech. V některých britských nemocnicích se mléko obzvláště potřebných dětem dodávalo přímo z porodnických oddělení nebo nemocnice kojící ženy přímo zaměstnávaly jako kojné. Tento systém zavedly i v první bance mateřského mléka v USA v Bostonu, kde byly kojné zprvu zaměstnané a na místě i žily pod lékařským dohledem, než došlo později k transformaci na klasickou banku mateřského mléka.
První banky mateřského mléka v Evropě vznikly v roce 1909 v rakouské Vídni a 1919 v německém Erfurtu. Největší počet bank mateřského mléka v Evropě měli v roce 2018 sestupně Francie, Itálie, Švédsko, Německo, Finsko a Anglie. Zbylé státy včetně ČR měly do desítky takových zařízení. Nejstarší bankou v ČR je královéhradecká založená v roce 1958, další tři jsou v Praze Podolí (od roku 1991), Českých Budějovicích a Mostě. I nemocnice, které nezřizují přímo banky mateřského mléka, přijímají dárce - dotazovat je se možné na porodních nebo neonatologických odděleních. Jde například o plzeňskou nebo českolipskou nemocnici.

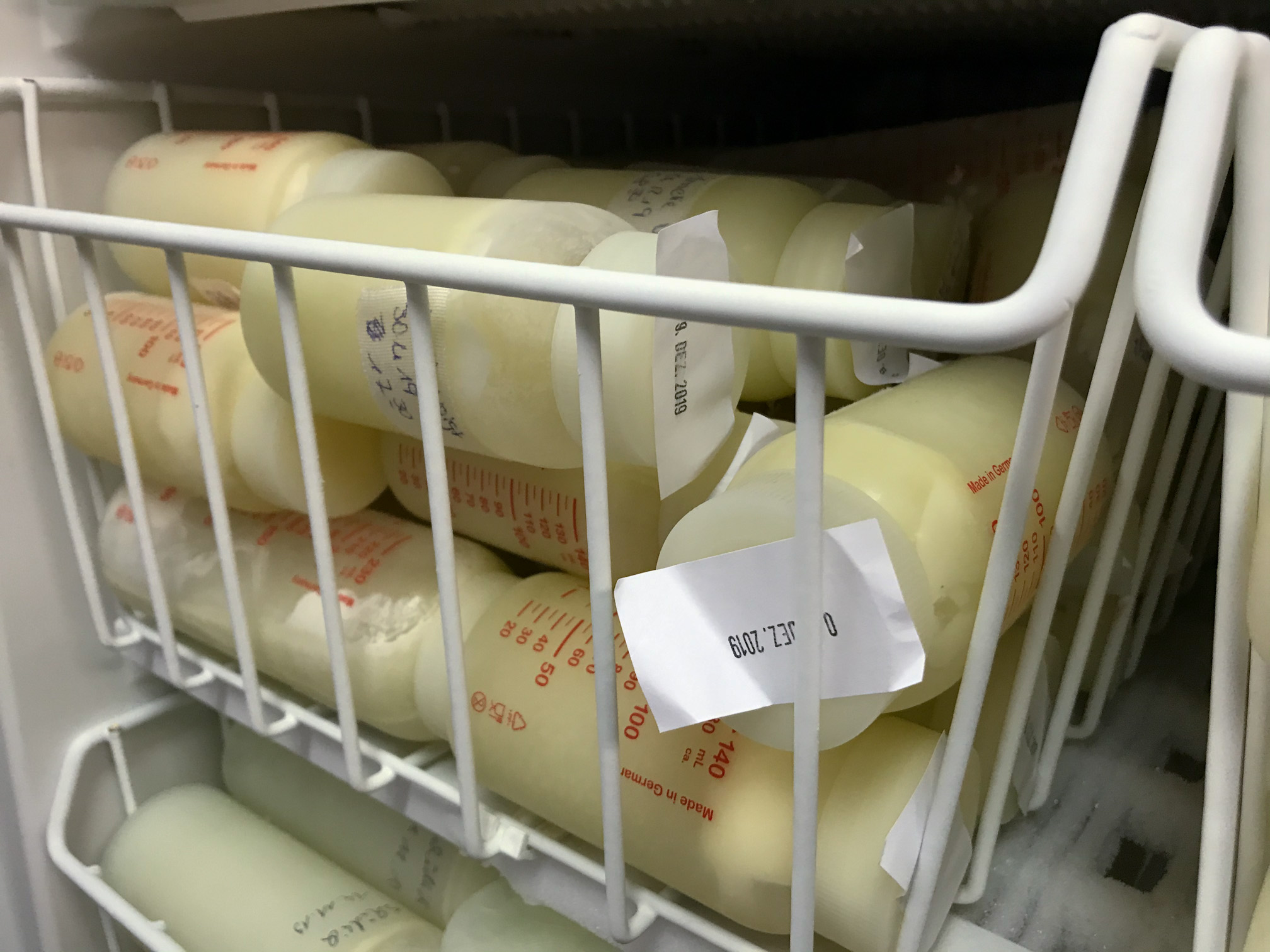
Lahve s darovaným mateřským mlékem v mrazáku banky mateřského mléka

Účelem bank mateřského mléka je výběr dárců, jejich zdravotní vyšetření, sběr a skladování mléka a jeho distribuce těm pacientům, kterým je doporučeno ošetřujícím lékařem. Využití bank mateřského mléka nabylo ve 21. století na významu vzhledem ke zvětšujícímu se počtu zachráněných předčasně narozených dětí, u kterých mají matky problém s laktací. Příjem mateřského mléka u předčasně narozených dětí má oproti umělé výživě mnoho zdravotních benefitů. Mléko z banky ale může být doporučeno i v případě pooperačních stavů nebo různých zdravotních komplikací u kojenců.
Pro sběr mateřského mléka od dárců platí závazná pravidla, která cílí primárně na snížení rizika kontaminace mléka a celkové zdravotní nezávadnosti. Pro dárce v ČR platí, že musí být zdravý, nekuřák, nepožívat alkohol ani drogy, nebrat léky a mít negativní testy na hepatitidu, HIV a syfilis. Sběr mléka provádí dárce u sebe doma, poté ho buď doručí do sběrného centra nemocnice, nebo v případě části bank ho přímo zaměstnanci banky vyzvednou u dárce. V ČR mohou dárci od nemocnice získat finanční příspěvek za litr odebraného mléka (obvykle mezi 200 až 300 korunami), který slouží primárně ke zkvalitnění výživy po dobu dárcovství.
Celý proces získání, uchování, zpracování a distribuce mateřského mléka je velmi náročný časově i finančně (už proto, že se dárce nachází typicky v náročné životní situaci). Jeho nabídka je tedy omezená. Roli v jeho nedostatku hraje i častá neznalost možnosti mléko touto cestou darovat, naopak podpora a motivace ze strany zdravotníků k dárcovství přispívá.

### Sdílení mezi jednotlivci
Záznamy o sdíleném kojení pochází už z 18. století ze současných USA, kde ženy s různými poporodními komplikacemi (vážné ragády, infekce, horečnaté stavy, celkové vyčerpání atd.) dávaly své děti přítelkyním nebo sousedkám, které je kojily, dokud se biologická matka neuzdravila. Praxe sdílení mléka mezi přáteli a rodinnými příslušníky je v USA stále běžná i v 21. století. V Evropě je vzájemné hlídání kojených dětí sousedkami známé ještě na začátku 20. století z Velké Británie.

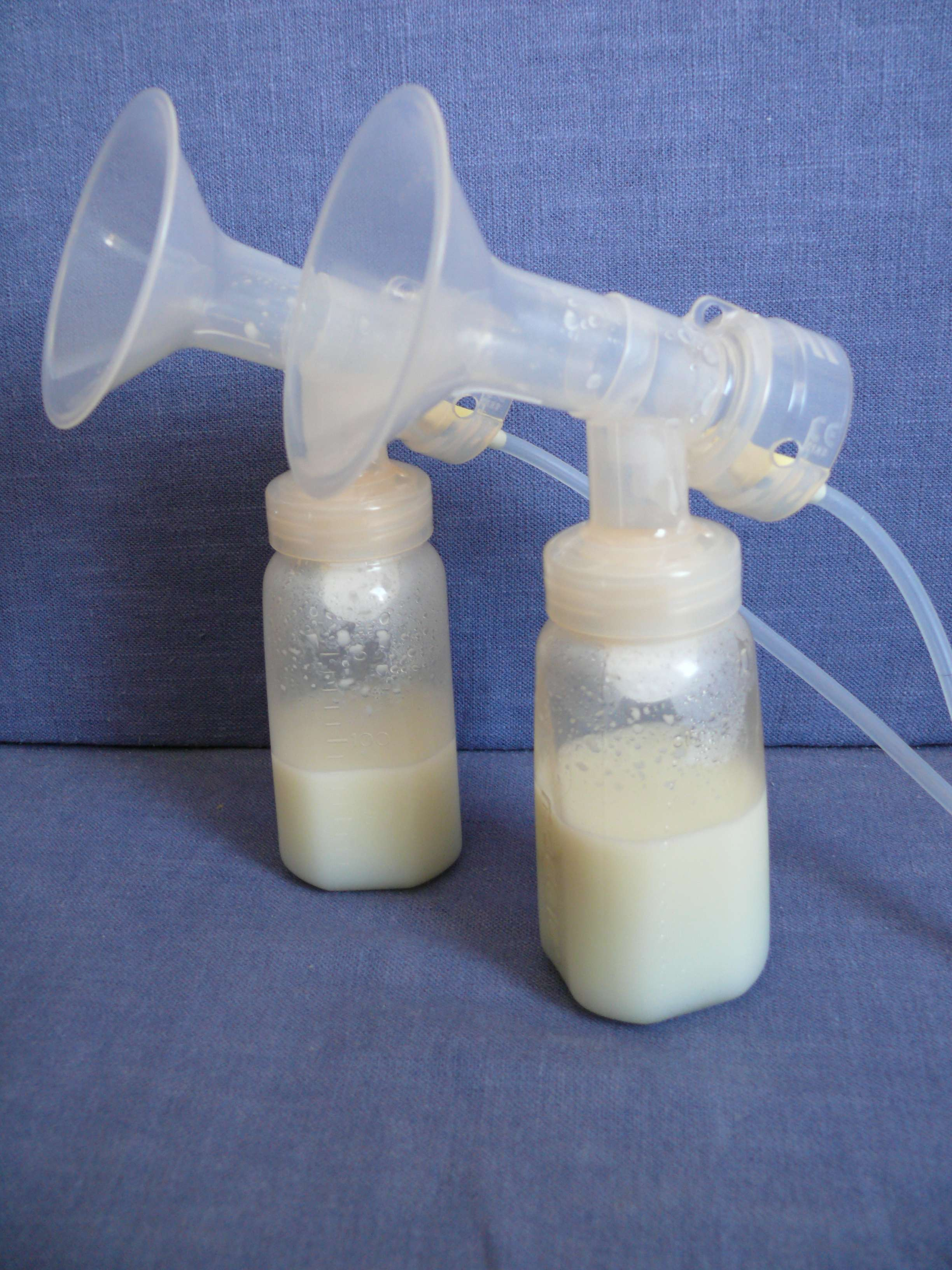
Odstříkané mléko v odsávačce mateřského mléka, běžný způsob získávání mléka k dárcovství

Ve 21. století se objevuje praxe vzájemného sdílení mléka mezi jednotlivci zcela mimo zdravotnické zařízení, kdy se rodiče s dárkyněmi kontaktují přes sociální sítě, specializované weby nebo osobně. Důvody pro hledání mateřského mléka mimo banky a zdravotnická zařízení jsou často například alergie, ankyloglosie (srůst jazyka se spodním patrem), odmítání sání z prsu nebo obecné neprospívání dítěte. Typicky je takovéto sdílení bezúplatné, pouze v malém množství případů mléko dárci přímo prodávají. Předání probíhá většinou formou osobního setkání. Motivaci pro své jednání dárci uvádějí čistě altruistickou - snahu pomoci, solidaritu a také možnost nenechat přijít nazmar mléko, kterého mají přebytek.
Toto počínání může ale narážet na zákonná omezení. Takové mléko může přinášet i riziko přenosu některých vážných onemocnění (hlavně HIV a hepatitidy), v případě špatného skladování hrozí také kontaminace různými patogeny. Studie v USA zjistila, že 93% ze 102 vzorků nakoupených online bylo kontaminovaných bakteriemi.
V ČR je tato forma sdílení mateřského mléka nelegální, neboť je od roku 1987 na základě doporučení WHO zakázáno kojit dítě cizím neošetřeným mlékem. Nicméně tato praxe v ČR existuje, ať už formou bezúplatného daru či výměny za jiné komodity ale i prodejem. V USA není tato praxe regulovaná - není zakotvená v zákoně na federální úrovni, neboť se na ni nevztahuje zákaz obchodu s lidskými orgány, a mnoho amerických států také přímo vylučuje obnovující se tělesné tekutiny ze své legislativy v rámci zákazu obchodu se specifickými lidskými částmi. Tato praxe je proto relativně běžná, často realizovaná přes specializované stránky (např. Human Milk 4 Human Babies) nebo i Facebookové tržiště a má rostoucí tendenci. V mnoha státech USA totiž ani v roce 2022 nepokrývalo zdravotní pojištění náklady na zajištění darovaného mateřského mléka pro dítě ani v případě doporučení ošetřujícím lékařem.

### Sdílení mateřského mléka v islámu
Korán vede muslimy ke kojení dítěte po celé dva roky života, přičemž otec je zodpovědný za najmutí a zaplacení kojné, pokud je to nutné.
V islámu se podle práva šaría vytváří při více než pěti kojeních dítěte nebiologickou matkou vztah, kdy je kojná označená jako "mléčná matka/matka po mléku". Tento vztah kojné a svěřeného dítěte se promítá do vztahové politiky, kdy takovéto dítě nesmí vstoupit do manželského svazku s blízkými příbuznými kojné ani jejího partnera (tedy jejich sourozenci, dětmi, vnoučaty, prarodiči nebo samotnou kojnou).
To vede k odmítání nebo přímo zákazu anonymního dárcovství mléka mezi muslimy, tedy i vzniku bank mateřského mléka. Mezi náboženskými organizacemi ale nepanuje shoda na tom, za jakých okolností je taková praxe již nepřijatelná (už proto, že výrazně předčasně narozené děti neměly v minulosti šanci na přežití a nebylo tak třeba tuto otázku řešit). V případě předčasně narozeného dítěte, jehož matka nemůže kojit, je tak pro muslimy typicky jedinou zcela přijatelnou variantou dárcovství mléka od jediné osoby, jejíž totožnost je známá. Další potenciální možností je zajistit takové množství dárců, že by dítě nemělo šanci dostat mléko od stejné osoby více než 4x a tím by příbuznost přes mléko nevznikla.
Převažující víra v islám tak vedla například v Malajsii k zákazu bank mateřského mléka, neboť pokud není dárkyně mléka známa, není možné identifikovat příbuzenské vztahy "přes mléko" a hrozilo by tak nevědomé sezdání těchto lidí. V Turecku se sice o zavedení banky mateřského mléka uvažovalo, nicméně ženy jsou právě z náboženských důvodu ve většině případů odmítavé k jeho dárcovství do takové instituce. Na druhou stranu je ale v této kultuře běžné vzájemné kojení nebiologických dětí a i ve 21. století není vzácné najímání kojných, které stále probíhá u více než 10 % rodin.

## Sdílení mateřského mléka mezi jinými živočišnými druhy
Mateřské mléko mezi sebou nesdílí jen lidé jako živočišný druh. Kojení nebiologických potomků se objevuje jako forma výpomoci i u dalších druhů savců. Tento typ chování, známý jako allonursing (česky alokojení) spadající pod projevy aloparentální péče o mláďata, není ale příliš běžný a objevuje se pouze u jednotek procent druhů savců (okolo 100 druhů, například u turovitých, jelenovitých či hlodavců). Už proto, že negativně ovlivňuje fitness zvířete vysokým výdejem energie a živin.
Systém kojících "tet" najdeme například i u surikat, kde si výše postavené samice do určité míry vynucují kojení svých mláďat i u níže postavených samicem. Tento jev zkoumali i čeští experti - vědci z Katedry zoologie Jihočeské univerzity se zabývali výzkumem myši sinajské, u které zjistili vazbu mezi nižším věkem samice a větší incidencí kojení nevlastních mláďat.
Vzácně je možné se setkat i s mezidruhovým kojením, kdy samice jednoho druhu kojí mládě druhu jiného. Dokumentované případy takového typu adopce v divoké přírodě se ale udály mezi druhy příbuznými (dva různé druhy primátů, kočkovitých šelem, kytovců atd.).

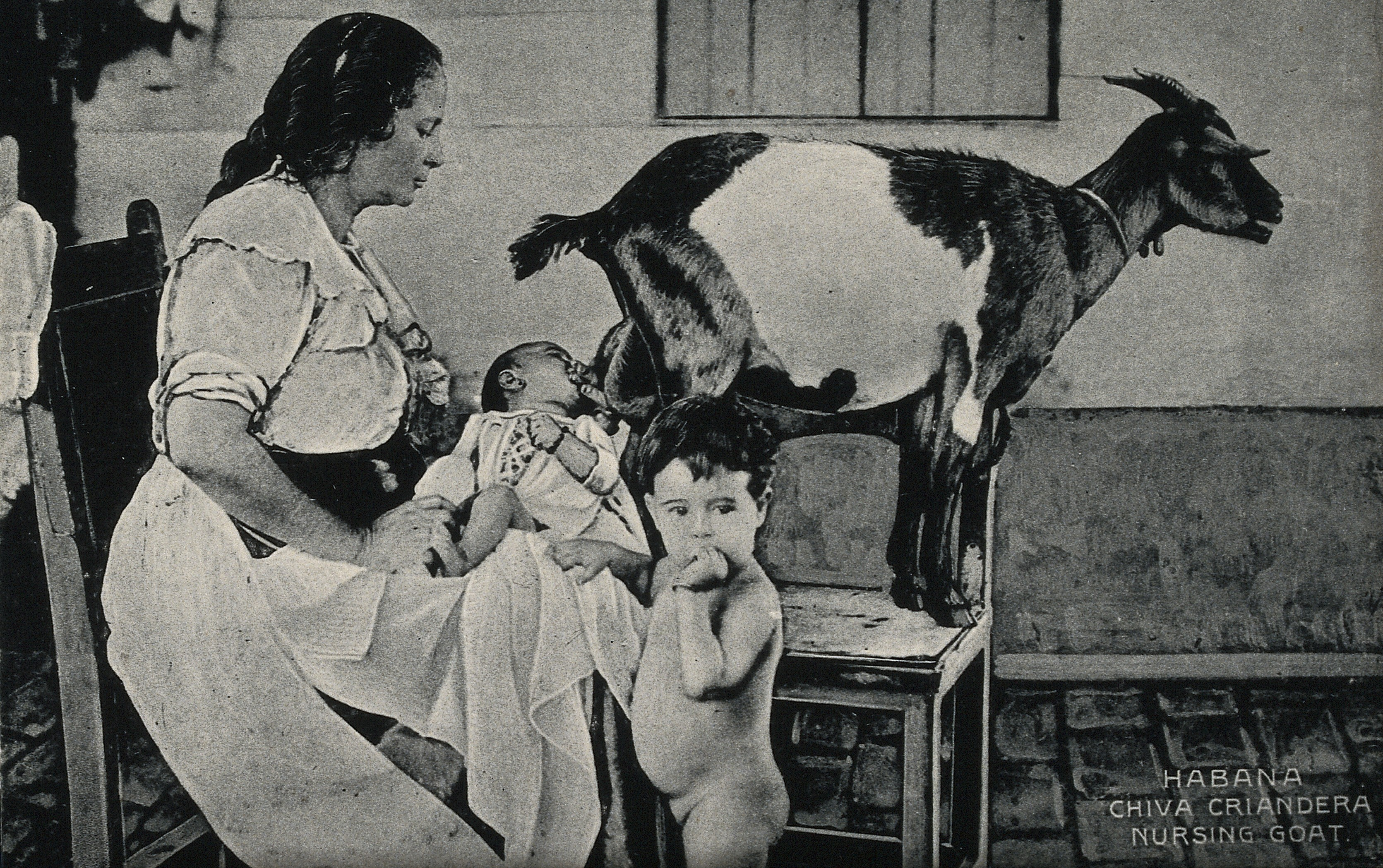
Kubánská kojná kojící dítě přímo z kozího struku (1903).

U lidí se s tímto jevem setkáváme jako způsobem jak vyřešit různé komplikované situace v péči o kojence. Při nedostatku kojných, špatné finanční situaci rodiny nebo při epidemiích syfilidy se používalo přímé kojení dítěte od zvířat (např. koz). Šlo o rozšířenou praxi v 16. a také v 18. a 19. století dokumentovanou hlavně ve Francii ale i ve Švýcarsku. Výhodou bylo například to, že z hlediska přenosu patogenů mohlo jít o bezpečnější volbu, než kojencům různými způsoby podávat již nadojené mléko.